# Hersilia scrupulosa
Espèce
Hersilia scrupulosa est une espèce d'araignées aranéomorphes de la famille des Hersiliidae.

## Distribution
Cette espèce se rencontre au Kenya et en Inde.

## Description
Le mâle mesure 4,35 mm et la femelle 4,95 mm.

## Publication originale
- Foord & Dippenaar-Schoeman, 2006 : A revision of the Afrotropical species of Hersilia Audouin (Araneae: Hersiliidae). Zootaxa, no 1347, p. 1-92.